# I Robot (album)
Pour les articles homonymes, voir I, Robot.
Albums de The Alan Parsons Project
Tales of Mystery and Imagination
(1976) Pyramid
(1978)
Singles
1. I Wouldn't Want to Be Like You
Sortie : août 1977
2. Don't Let it Show
Sortie : décembre 1977
3. Day After Day (The Show Must Go On)
Sortie : 1977

I Robot est le deuxième album du groupe de rock progressif britannique The Alan Parsons Project, conçu par Alan Parsons et Eric Woolfson. Il est édité par Arista Records le 1er juin 1977, réédité en CD en 1984 et 2007 et produit par Alan Parsons.

## Historique
Cet album est enregistré entre décembre 1976 et mars 1977 aux studios Abbey Road de Londres. C'est un album d'art rock qui s'inspire conceptuellement du recueil de science-fiction, les Robots, écrit par Isaac Asimov, explorant des thèmes philosophiques concernant l'intelligence artificielle.
La conception de la pochette est l'œuvre de l'agence Hipgnosis et la photo de la pochette a été prise au terminal 1 de l'Aéroport de Paris-Charles-de-Gaulle contre l'avis de la direction de l'aéroport.
Cet album se classe notamment à la 2e place des charts allemands et néo-zélandais  ainsi qu'à la 9e place du Billboard 200 américain. Une réédition en vinyle 180 grammes de cet album est prévue pour 2022.

## Liste des titres
Toutes les pistes sont écrites par Alan Parsons et Eric Woolfson, sauf Total Eclipse, écrite par Andrew Powell.
| 1. | I Robot                        | titre instrumental          | 6:02 |
| 2. | I Wouldn't Want to Be Like You | Lenny Zakatek               | 3:22 |
| 3. | Some Other Time                | Peter Straker, Jaki Whitren | 4:06 |
| 4. | Breakdown                      | Allan Clarke                | 3:50 |
| 5. | Don't Let It Show              | Dave Townsend               | 4:24 |

| 6.  | The Voice                           | Steve Harley       | 5:24 |
| 7.  | Nucleus                             | titre instrumental | 3:31 |
| 8.  | Day After Day (The Show Must Go On) | Jack Harris        | 3:49 |
| 9.  | Total Eclipse                       | titre instrumental | 3:09 |
| 10. | Genesis CH.1 V.32                   | titre instrumental | 3:28 |

| 11. | Boules (I Robot experiment)                              | 1:59  |
| 12. | Breakdown (early demo of backing riff)                   | 2:09  |
| 13. | I Wouldn't Want to Be Like You (backing track rough mix) | 3:28  |
| 14. | Day After Day (early stage rough mix)                    | 3:40  |
| 15. | The Naked Robot                                          | 10:19 |

## Musiciens
- Alan Parsons : claviers, synthétiseurs, Vocoder, Projectron, guitare acoustique, chœurs, production, ingénieur du son
- Eric Woolfson : claviers, synthétiseurs, Vocoder, Projectron, chœurs, producteur exécutif
- Duncan Mackay : claviers
- Ian Bairnson : guitares acoustique et électrique, chœurs
- B.J. Cole : guitare Pedal steel
- David Paton : basse, guitare acoustique
- John Leach : cymbalum et kantele
- Lenny Zakatek, Allan Clarke, Steve Harley, Jack Harris, Peter Straker, Jaki Whitren et Dave Townsend : chant
- Hilary Western, John Perry, Smokey Parsons, Stuart Calver, Tony Rivers : chœurs
- The New Philharmonia Chorus, The English Chorale : chœurs
- Andrew Powell : arrangements et direction de l'orchestre et de la chorale.
- Stuart Tosh : batterie, percussions

## Charts et certifications

### Album
| Pays             | Durée du classement | Meilleur classement |
| ---------------- | ------------------- | ------------------- |
| Allemagne        | 102 semaines        | 2e                  |
| Autriche         | 4 semaines          | 23e                 |
| Canada           | 24 semaines         | 11e                 |
| États-Unis       | 54 semaines         | 9e                  |
| Nouvelle-Zélande | 53 semaines         | 2e                  |
| Pays-Bas         | 10 semaines         | 13e                 |
| Royaume-Uni      | 8 semaines          | 26e                 |
| Suède            | 5 semaines          | 24e                 |

| Pays        | Certification | Ventes      | Date             |
| ----------- | ------------- | ----------- | ---------------- |
| Allemagne   | Or            | 250 000 +   | 1979             |
| Canada      | 2 × Platine   | 200 000 +   | 1er avril 1979   |
| États-Unis  | Platine       | 1 000 000 + | 25 octobre 1978  |
| Royaume-Uni | Argent        | 60 000 +    | 1er janvier 1978 |

### Singles
| Année | Single                         | Chart           | Durée du classement | Position |
| ----- | ------------------------------ | --------------- | ------------------- | -------- |
| 1977  | I Wouldn't Want To Be Like You | Hot 100         | 13 semaines         | 36e      |
| 1977  | I Wouldn't Want To Be Like You | RPM Top Singles | 11 semaines         | 22e      |
| 1978  | Don't Let It Show              | Hot 100         | 4 semaines          | 92e      |
| 1978  | Don't Let It Show              | RPM Top Singles | 6 semaines          | 71e      |